# 200 South Tryon
200 South Tryon es un rascacielos en Charlotte, la ciudad más poblada del estado de Carolina del Norte (Estados Unidos). Fue terminado en 1961, mide 91 m y tiene 18 pisos. Es el decimonoveno edificio más alto de la ciudad. Gerald D. Hines Interests compró lo que entonces se llamaba BB&T Building en diciembre de 1998 y comenzó un proceso de renovación que agregó otro piso que se completó en 2001. En el proceso se actualizó para contener todo el espacio de oficinas de Clase B.
Cuando se completó como el edificio NCNB se erigió como el primer rascacielos de vidrio en Carolina del Norte. El edificio NCNB y el edificio George Cutter al otro lado de la calle pueden haber sido los primeros rascacielos de acero y vidrio con ferte influencia de Mies van der Rohe en el estado. Ambos se basaron en el edificio Lever House en Nueva York .
Antiguamente el sitio estaba ocupado por el Commercial National Bank Building, que tenía 12 pisos y fue terminado en 1912.